# Bofferpil

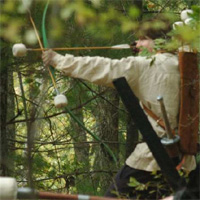
Bågskytt med bofferpilar. En pil hålls i handen för att snabbt kunna avfyras efter den första. Notera att pilarna i kogret förvaras upp och ned.

En bofferpil är en pil vars spets ersatts med en vaddering i syfte att under simulerad strid kunna avfyras mot andra personer utan att orsaka skador. Bofferpilar används främst inom levande rollspel, men också inom andra former av stridssimuleringar. Bofferpilar kallas ibland och oriktigt bluntpilar.

## Egenskaper
På grund av luftmotståndet har man med bofferpilar kortare räckvidd och sämre träffsäkerhet än med pilar för tavelskytte. Bofferpilar avfyrade mot en person iförd något lager kläder faller vanligen till marken efter träff. Bofferpilar bör inte avfyras på nära håll mot en stum, plan yta då de rickoschetterar och kan utgöra en fara då de återvänder mot skytten med den bakre, ovadderade änden först.  
På grund av pilens bofferspets kan bofferpilar inte förvaras åt rätt håll i ett koger avsett för tavelpilar utan kräver ett bredare koger. Om pilarna förvaras upp och ned som på bilden tar det dels längre tid för bågskytten att lägga an en pil, dels kan styrfjädrarna skadas.

## Uppbyggnad
Det finns inga internationella eller nationella regler eller överenskommelser om hur en bofferpil ska se ut för att få användas på levande rollspel. Varje enskild arrangör kan sätta upp egna regler, men det finns en praxis som i större eller mindre utsträckning brukar tillämpas.

Svensk praxis
- Mellan pilens ände och vadderingen ska det finnas en stopp av hårt material, så att pilen inte kan tränga igenom vadderingen vid ett kraftigt anslag.
- Vadderingen ska vara minst 5 cm i diameter för att inte kunna tränga in i ögonhålan.
- Vadderingens främre ände ska vara platt.
- Vadderingens främre ände ska vara försedd med ett lager mjukare vaddering (skumgummi) än resten av vadderingen (skumplast).
- Vadderingen ska vara täckt av latex (ibland accepteras eller föredras även textil.)
- Pilen ska vara försedd med naturliga styrfjädrar.
- Pilens längd ska avpassas till den båge den ska användas med så att den maximalt tillåtna dragstyrkan för det aktuella lajvet inte överskrides.

Bofferpilens vaddering är vanligen cylinderformad, men det förekommer även att den bakre delen görs konformad för att vissa anser att det ger pilen bättre aerodynamiska egenskaper.
Många lajvare tillverkar sina egna bofferpilar, men de finns även kommersiellt tillgängliga.
Används flitigt i tv-serien Barda. 